# Blender (журнал)
«Blender» — американський музичний журнал, який прозвав себе «незалежним довідником про музику і більше» та виходив з 1994 по 2009 роки. У журналі повідомлялися про останні пісні, альбоми, нових співаків, а також публікував власний список «найкращих» і «найгірших» виконавців та дискографії різних співаків, що аналізувалися на якості і популярності у окремій статті.

## Історія
«Blender» видавався «Dennis Publishing». Журнал почав продаватись з 1994 року і став першим цифровим CD-ROM журналом, який видавався Джейсоном Пірсоном, Девідом Черрі і Регіною Джозеф. Перша цифрова реклама включала Calvin Klein, Apple Inc., Стівена Кольбера, Toyota і Nike.
В 1997, коли видавництво «Felix Dennis/Dennis Publishing» з Британії придбало права на журнал, у нього почались проблеми. В 1999 справи журналу налагодились і він знову повернув свою попередню славу.
В червні 2006 Chicago Tribune назвало журнал «Blender» одним із топових англомовних журналів, описавши його як «прикольну штуку для школи».
26 березня 2009 компанія-власник «Alpha Media Group» закрила журнал, аби перевести його виключно в онлайн форматі. Це коштувало 30 робочих місць. Останній журнал був виданий в квітні 2009 року, а підписникам замість нього був висланий журнал «Maxim».